# Pseudocalotes kakhienensis
Pseudocalotes kakhienensis är en ödleart som beskrevs av Anderson 1879. Salea kakhienensis ingår i släktet Pseudocalotes och familjen agamer. Inga underarter finns listade i Catalogue of Life.
Arten förekommer i provinsen Yunnan i Kina, i nordöstra Indien, i Myanmar och i Thailand. Honor lägger ägg.